# Troubles dissociatifs
Ne doit pas être confondu avec Syndrome dissociatif.
L’histoire des troubles dissociatifs est soumise à de nombreuses controverses. Longtemps ignorés puis largement minimisés, ces troubles se sont enrichis de nombreuses recherches à travers les époques pour devenir les entités nosographiques que l’on connaît aujourd’hui. Bien que leur diagnostic soit toujours complexe, un consensus commence à naître et le plan de traitement des troubles dissociatifs s’élucide.

## Histoire des troubles dissociatifs
Mise en garde médicale
Tout au long de l’histoire ; de l’Antiquité, en passant par le Moyen Âge, pour finir avec les temps modernes, les maladies et troubles psychiques et psychiatriques tels qu’ils sont connus aujourd'hui étaient considérés comme l’incarnation du mal, des punitions divinatoires ou l’expression de forces occultes. Les études sérieuses et constructives sur le sujet sont relativement récentes, plus spécifiquement pour les troubles dissociatifs.
Concernant les troubles dissociatifs de l'identité, c’est avec l’étude poussée de plusieurs cas comme celui de Félida, cette adolescente avait 15 ans lorsqu’elle à commencé à se faire suivre par le chirurgien Docteur Eugène Azam, ce suivi a duré 25 ans. C’est donc une étude détaillée qui permet de voir non seulement les symptômes de la pathologie mais également de constater son évolution. Les autres troubles dissociatifs comme la dépersonnalisation et la déréalisation, ont, eux été définis comme tel pour la première fois en 1873 par le docteur Maurice Krishaber qui nommera d’abord cette pathologie « névropathie cérébro-cardiaque », puis Pierre Janet et Josef Breuer la décrivent comme étant une dissolution de la conscience. L’amnésie traumatique, a quant à elle été découverte au début du XXe siècle auprès des soldats des premières et seconde guerres mondiales qui souffraient de syndrome post-traumatique, puis des études ont permis d’élargir la population touchée aux victimes de violence sexuelle et de violence pendant l’enfance. Le docteur Mr Bassel Van Der Kolk a grandement contribué à étayer les recherches sur le sujet et à légitimer les symptômes et ressentis des patients. La France reste paradoxalement encore largement à l'écart de ces recherches. De ce fait, les patients dissociatifs sont très rarement diagnostiqués en France, où leur traitement, par conséquent, n'est pas suffisamment adapté à leurs troubles.
De nombreuses organisations cliniques internationales, comme l'ISSTD (International Society for the Study of Trauma and Dissociation) soutiennent, suscitent et coordonnent les investigations dans le domaine des troubles dissociatifs ; ainsi que nombre de composantes nationales de ces sociétés, où pour l'Europe, la Grande-Bretagne, l'Allemagne et les Pays-Bas sont parmi les pays les plus actifs. La France est encore peu ou pas représentée dans ces structures, mais depuis 2004 l'Institut Pierre-Janet (Paris) travaille à l'information des spécialistes français sur cette discipline, et promeut leur collaboration aux organisations internationales.

## De la dissociation aux troubles dissociatifs

### Dissociation
Le terme de dissociation est né sous les observations de Jacques-Joseph Moreau de Tours en 1845 lors de son étude sur les consommateurs de haschich (Saillot, 2019). En 1889, le psychologue français Pierre Janet reprend cette notion pour décrire le mécanisme psychique à l’œuvre dans l’hystérie, et sera à l’origine de sa conceptualisation (Kedia, 2019).
Il définira la dissociation comme un « rétrécissement du champ de la conscience » pouvant être à l’origine de certains symptômes et l’associera au terme de « désagrégation mentale » dans ses travaux. Selon Janet, la dissociation serait directement liée aux traumatismes. Le terme « dissociation » sera également repris par de nombreux confrères comme Bleuler dans ses travaux sur la schizophrénie, Freud dans son étude des mécanismes de défenses du psychisme ou encore Breuer qui s’intéresse, comme Janet, à l’étude de l’hystérie. Ces différentes appropriations dévoilent toute la complexité de cette notion.
La dissociation, telle qu’on la conçoit aujourd’hui, reste empreinte des recherches sur l’hystérie de la fin du 19e siècle et est principalement issue de la théorie de la dissociation janétienne : « La dissociation serait un élément fondamental de la maladie hystérique, et serait consécutive à un traumatisme. Le traumatisme, forcément réel selon Janet, entraîne chez des individus fragiles une mise à l'écart d'une partie du psychisme par dissociation » (Bauer, 2017).

### Troubles dissociatifs
Les troubles dissociatifs sont un ensemble de troubles psychiatriques issus d’un même phénomène qu’est la dissociation (Fouquet, 2020) et se caractérisent par une rupture de l’unité psychique c’est-à-dire la perturbation voire la désunion des fonctions normalement intégrées telles que la conscience, la mémoire, l’identité ou la perception de l’environnement (APA, 1994). Ils font leur apparition dans le DSM-III en 1980 et résultent de la fragmentation du diagnostic de l’hystérie en trois catégories correspondant à ses différentes manifestations : les troubles somatoformes, les troubles de la personnalité histrionique et les troubles dissociatifs. (Chenivesse & de Luca, 2009). Ces derniers sont définis comme une altération soudaine et transitoire des fonctions normales d’intégration de la conscience, de l’identité ou du comportement moteur » (DSM 3, 1980). Dans cette édition, les différents troubles dissociatifs recensés sont l’amnésie psychogène, la fugue dissociative, le trouble de la personnalité multiple, le trouble de la dépersonnalisation et le trouble dissociatif atypique. Ce que l’on peut dire de la description de ces troubles est que la conception janétienne est d’une étonnante modernité (Kedia, 2019)et sa théorie de la dissociation demeure de très influente (Garrabé, 1999) sur la genèse des troubles dissociatifs.
On sait aujourd'hui qu'il existe les troubles dissociatifs suivants : la Dépersonnalisation , la Déréalisation , l'Amnésie dissociative , le Trouble dissociatif de l'identité, l'autre trouble dissociatif spécifié , trouble dissociatif non spécifié et le Trouble de la rêverie compulsive

## Types de troubles
Les troubles dissociatifs sont caractérisés par une fragmentation du moi qui entraîne un état de dissociation. Ce type de troubles concerneraient 10 % de la population générale et 16 % des patients hospitalisés en psychiatrie (Ross, Duffy et Ellason, 2002) & (Kédia, 2019). La prévalence de ces troubles est en constante évolution, elle s’explique par le regain d’intérêt porté sur ces pathologies mentales (Bauer, 2017). Le développement technologique accroit le risque d’être exposé ou de subir des violences graves et par conséquent de développer un trouble dissociatif sévère (Gysi, 2020). Leur diagnostic repose sur la combinaison d’entretiens cliniques et de passation de tests comme le DIS-Q (Dissociation Questionnaire) pour le dépistage des troubles dissociatifs ou le SCID-D (Structured Clinical Interview for Dissociative Disorders) pour un diagnostic plus précis (Boon & Van der hart, 2021).
La dernière édition du Manuel diagnostique et statistique des troubles mentaux (2013) recense cinq types de troubles dissociatifs que voici: 

### Amnésie dissociative
L’amnésie dissociative est définie comme l’incapacité de se souvenir en totalité ou en partie d’éléments importants d’un événement traumatisant (Salmona, 2018). Elle est décrite pour la première fois par Janet comme une mise à l’écart de souvenirs traumatiques par dissociation (Janet, 1893). Elle se différencie des troubles organiques de la mémoire tels que démence, amnésie globale transitoire, lésions cérébrales et prise de substances, par son étiologie traumatique. En effet, l’amnésie dissociative ou amnésie traumatique dissociative est un trouble de la mémoire qui apparaît souvent à la suite d’un ou plusieurs épisodes traumatisants (Francols, 2021). Elle résulte de l’activation de mécanismes neurologiques et physiologiques inconscients que l’on peut qualifier de mécanismes de survie puisque leur fonction est la protection de la victime des effets d’un stress intense. La victime entre en état de « dissociation psychique » c’est-à-dire de déconnexion de son système émotionnel et du circuit de la mémoire. Ces souvenirs sont alors contenu dans la mémoire traumatique, inaccessible jusqu’à sa réactivation (Francols, 2021). Il existe donc un lien d’interdépendance entre traumatisme et dissociation, plus la situation est traumatogène, plus le risque d’amnésie dissociative augmente, comme le prouve le rapport d’enquête IVSEA de 2015. Aujourd’hui ce trouble est encore insuffisamment indexé par manque de diagnostic et de regroupement des données, ce qui ne permet d’établir précisément sa prévalence, seule une estimation est donnée à titre indicatif (entre 0,2 et 7,3% de la population). Le diagnostic repose sur un bilan clinique pointilleux et des examens médicaux complémentaires permettant l’exclusion des pathologies voisines.
Selon Janet, le traitement par hypnose permettrait de modifier la perception du traumatisme par suggestion, réduire les symptômes et à terme réunifier l’esprit. Aujourd’hui, différentes thérapies et notamment la thérapie EMDR et ICV (Intégration du cycle de la vie) offrent une prise en charge adaptée et de bons résultats (Tarquinio, 2022)

### Trouble dissociatif de l'identité
Le trouble dissociatif de l'identité (TDI), anciennement appelé trouble de la personnalité multiple est considéré comme la manifestation la plus grave et la plus chronique de la dissociation (Solomon & Mosquera, 2022). Il se caractérise par la cohabitation de deux ou plusieurs états de personnalité distincts, souvent nommés « alter » pouvant contrôler le corps et le comportement d’un même individu de façon récurrente à des moments différents par un système de « switch ». Chaque état de personnalité possède sa propre conscience de soi, avec son propre schéma d’expérience, de perception, de conception et d’interaction leur permettant de coexister en étant chacun « soi » et donnant l’impression que l’on a affaire à plusieurs personnes distinctes dans un même corps (Gysi, 2022). Cette conception d’un « moi pluriel »  apparaît à de multiples reprises dans l’histoire, notamment avec le cas « Estelle » du docteur Despine en 1840 -décrit comme le premier cas par Ellenberger- ou dans les travaux du docteur Voisin sur le cas « Vivet » en 1885, qui présentait pas moins de huit personnalités distinctes (Hacking, 1998). À cette époque la multipersonnalité était associée à l’hystérie ou encore la schizophrénie. Le progrès dans la recherche et la technologie a permis de rendre ce phénomène objectivable et de créer un consensus à son sujet. Désormais il relève d’une dissociation pathologique « vécue comme une perturbation involontaire de l’intégration normale de la conscience consciente et du contrôle des processus mentaux » (Spiegel et al., 2011). Les recherches indiquent que la cause la plus fréquente dans l’apparition de ce trouble est l’exposition à un traumatisme durant l’enfance, en moyenne entre 5 et 10 ans (Debecker et al., 2007 ; Otnow et al., 1997 ; Goodwin, 1985). L’aspect dissociatif servirait de mécanisme d’adaptation face à une situation ou une expérience trop violente, traumatisante ou douloureuse pour être traitée consciemment. Cette violence va déclencher un état de sidération entraînant une division de la personnalité qui aura pour fonction de protéger le psychisme (cf. théorie de la dissociation structurelle, van der Hart et al., 2010).
Plusieurs études montrent qu’il résulte de cette complexité, une grande difficulté à diagnostiquer de façon unanime le TDI. En moyenne quatre diagnostics, avant que celui de TDI ne soit posé (Reinders & Veltam, 2020). Et pour cause, les directives diagnostiques du DSM restent trop peu précises ce qui entraîne une importante errance diagnostique. En termes de traitement, les recommandations sont aléatoires et leur efficacité reste pour le moment subjective. Parmi elles, la mise en place de psychothérapies (EMDR, thérapie des schémas, InCorporer…), d’hypnothérapie ou encore un suivi en psychoéducation; la priorité étant d’établir une relation thérapeutique de qualité et de jouer sur l’adaptation des techniques à l’individualité du patient et à la degré de manifestations de celui-ci.

### Dépersonnalisation / Déréalisation
Il s’agit d’un trouble dissociatif caractérisé par des événements récurrents et/ou persistants de détachement de son propre corps ou de ses propres processus mentaux. Dans le cas de la dépersonnalisation, il s’agit d’un détachement où l’on peut se voir de l’extérieur, comme observateur. Cela comprend des expériences d’irréalité, être observateur de ses propres pensées, de ses sentiments, des sensations de son corps ou de ses actes sans que l’expérience semble réelle pour soi. Dans le cas de la déréalisation, il s’agit d’un détachement vis-à-vis de son environnement extérieur (personnes, objets, lieux…). Cela comprend des expériences d’irréalité de son environnement extérieur qui sont ressentis comme étant irréels (comme dans un rêve, ou un brouillard), cet environnement peut aussi être perçu sans vie ou de façon déformée.
Si les causes du trouble de la dépersonnalisation/déréalisation ne sont pas encore définis clairement, certains facteurs de risques ont déjà été identifiés pouvant rendre les individus plus vulnérables à ce type de trouble. Généralement ce sont des épisodes de stress sévère qui en sont déclencheurs. Parmi les facteurs de stress identifiés, on retrouve les expériences de maltraitance pendant l’enfance de nature affective, physique ou encore abus, négligence…, la maltraitance physique vécue ou être témoin de violences domestiques, les expériences traumatisantes (décès, violences, événements soudains…) ainsi que ses conséquences avec le syndrome de stress post-traumatique (SSPT). Parmi les facteurs psychologiques identifiés, on retrouve les tempéraments évitants avec des défenses psychologiques contre l’angoisse de type immature, les schémas cognitifs comprenant une inhibition émotionnelle avec des thèmes de maltraitance pendant l’enfance. D’autres facteurs ont été identifiés tels que les antécédents familiaux comportant des troubles similaires ou des antécédents de trouble de la personnalité limite chez la personne concernée, des troubles épileptiques, l'utilisation de substances telles que les drogues récréatives ou l’utilisation de certains anxiolytiques ou antipsychotiques, mais aussi le fait d’avoir un parent souffrant de troubles mentaux ou handicapé. De manière générale, les facteurs précipitants sont le stress grave, l’anxiété ou la dépression,,.
Le symptôme principal est la sensation d'irréalité (détachement, impression d'être observateur, de ne pas être soi-même), l'impression d'étrangeté, de non-familiarité, perturbation de la perception (déréalisation). Cette expérience peut sembler familière à de nombreuses personnes, mais de façon fugitive. Elle est associée à un niveau de réaction émotionnelle réduit.
Dans le cas de la dépersonnalisation on retrouve des symptômes tels qu'une sensation de détachement de son corps, son esprit ses sentiments ou ses sensations avec une perception d’irréalité, l'impression de s’observer depuis l’extérieur du corps, ou encore une déformation des souvenirs ou des perceptions du corps (membres perçus plus gros par exemple), une sensation de soi irréel ou d’engourdissement émotionnel/physique, des souvenirs déformés, ainsi qu'une absence de sensation corporelles amenant une impression de ne pas avoir de corps. Le corps, n’étant plus perçu, induit une réduction significative de la douleur (analgésie dissociative). Dans le cas de la déréalisation, les symptômes peuvent être une sensation de détachement de son environnement qui est perçu comme irréel, que ce soient les personnes, les lieux ou les objets, une impression d’être dans un rêve comme dans un brouillard ou que les événements de la vie se passe derrière un écran, ou encore sensation d’être dans un film. Le monde est perçu sans vie, dépourvu de couleur ou artificiel. Il peut apparaître déformé. Parfois, on retrouve aussi la sensation de ne pas avoir d’affect, absence de capacité à percevoir des sentiments, une absence de réponse affective aux événements ou personnes extérieures, un sentiment de ne pas être vivant sans être mort. La perception du temps peut être perçue comme déformée et peut aller jusqu’à la perte de notion temporelle où le temps semble s’arrêter. Il est aussi possible d’avoir l’impression que le temps passe plus vite ou plus lentement. Le trouble de la déréalisation/dépersonnalisation peut apparaître au cours de la petite enfance ou de l’enfance et commence rarement après 40 ans.
Il affecte environ 2% de la population et touche autant les hommes que les femmes. L’âge moyen du début de ce trouble est de 16 ans. La psychothérapie est efficace pour traiter ce type de trouble chez certaines personnes. Plusieurs types de psychothérapies existes et peuvent, selon les profils individuels, correspondre (telles que les thérapies cognitivo-comportementales, les approches psychodynamiques, techniques de conscience de l’ici et maintenant…). La thérapie peut aider à atténuer les symptômes avec des techniques permettant de se sentir plus proche de soi et de son environnement. Il est important de noter que l’efficacité de la psychothérapie est d’autant plus importante si elle permet de traiter l’expérience traumatique sous-jacente. Des médicaments peuvent être utilisés pour traiter ce trouble (anxiolytiques, antidépresseurs), mais aucun n’a prouvé son efficacité. Les anxiolytiques peuvent parfois augmenter la dépersonnalisation. En ce qui concerne le pronostic, la récupération complète est possible, notamment en traitant la cause profonde de ce trouble lors des accompagnements. Chez certaines personnes, le trouble peut devenir chronique si le traitement n’est pas adapté. Enfin, chez certains profils, le trouble peut disparaître spontanément,.

### Troubles dissociatifs spécifiés
Apparu pour la première fois dans la dernière édition du DSM en 2013, les troubles dissociatifs spécifiés regroupent des symptômes décrits dans les troubles dissociatifs caractérisés précédemment sans remplir l’ensemble des critères diagnostics d’aucun de ces trois troubles (Fouques, 2020). Cette catégorie est constituée des syndromes chroniques et récurrents de symptômes dissociatifs mixtes comme les perturbations de l’identité légère ou altération de l’identité sans amnésie dissociative ; les perturbations de l’identité dues à des persuasions coercitives et prolongées (torture, endoctrinement…) ; les réactions dissociatives aiguës dues à des événements stressants transitoires et la transe dissociative qui correspond à une restriction aiguë ou perte importante de la conscience de l’environnement immédiat pouvant s’accompagner de stéréotypies mineures et/ou paralysie, et ceci hors d’une pratique religieuse ou culturelle (Bauer, 2018) & (Fouques, 2020).  Ce qui différencie les troubles dissociatifs spécifiés des troubles dissociatifs non spécifiés est que le clinicien peut spécifier la raison de son diagnostic c'est-à-dire qu'il relève au moins un symptôme caractéristique des troubles dissociatifs tel qu'ils sont énumérés dans les classifications sans remplir l'ensemble des critères diagnostic. Une étude récente sur les troubles dissociatifs, réalisée en 2019, indique une prévalence de 4.5% dans la population.

### Troubles dissociatifs non spécifiés
Les troubles dissociatifs non spécifiés sont apparus dans le DSM en 2013. Comme pour les autres troubles dissociatifs spécifiés, cette catégorie est applicable lorsque la personne présente des symptômes caractéristiques d’un trouble dissociatif amenant des conséquences dans les domaines sociaux (professionnels, relationnels…) ainsi qu’une détresse, mais sans que les caractéristiques présentées ne puissent remplir complètement les critères des autres troubles dissociatifs. Cependant, le trouble dissociatif non spécifié est utilisé lorsque le clinicien choisit de ne pas spécifier la raison particulière pour laquelle les critères d’une catégorie quelconque de troubles dissociatifs ne sont pas entièrement remplis. Cela inclut des tableaux cliniques où l’information est insuffisante pour porter un diagnostic plus spécifique (par exemple aux urgences). Il s’agit d’un diagnostic temporaire, similaire aux autres troubles dissociatifs spécifiés où il est choisi de ne rien spécifier le temps d’investiguer sur la nature plus précise du trouble dissociatif.